# Ясинский, Михаил Никитич
Михаи́л Ники́тич Яси́нский (1862—1935) — историк русского права, заслуженный профессор и декан юридического факультета Киевского университета (1912—1917).

## Биография
Происходил из купеческой семьи. Младший брат Антон — историк-медиевист, академик АН БССР.
Окончил Киевскую Первую гимназию (1883) и юридический факультет университета Св. Владимира (1888).
Некоторое время преподавал законоведение в Киевском кадетском корпусе. С 1893 года в качестве приват-доцента киевского университета стал читать лекции по истории русского права. Состоя членом Киевской археографической комиссии, подготовил к печати материалы для истории судопроизводства и судоустройства в литовско-русском государстве — «Акты о копных и панских судах». С октября 1896 года по февраль 1903 года был секретарем Исторического общества Нестора-летописца.
Защитил магистерскую диссертацию «Главный литовский трибунал, его происхождение, организация и компетенция»; был отмечен малой Ломоносовской премией (1901).
С 1914 года — ординарный профессор по кафедре истории русского права. В 1910 году стал деканом юридического факультета, а с 27 января 1912 года — проректором Киевского университета. С 1918 года — заслуженный профессор.
С 1919 года — в эмиграции; жил в Югославии: в 1920—1933 годах был ординарным профессором Люблянского университета. Изучал сербское и далматинское право, опубликовал ряд исследований.
Скончался в 1935 году в Нише.
Был женат на волынской помещице Анне Александровне Ясинской, имел дочь.

## Награды
- Орден Святого Станислава 2-й степени;
- Орден Святой Анны 2-й степени;
- Орден Святого Владимира 4-й степени (1915)

## Труды
- Акты о копных и панских судах, т. 1. — Киев, 1897.
- Лекции по внешней истории русского права. Вып. I. Введение. История источников первого периода. — Киев, 1898.
- Уставные земские грамоты литовско-русского государства. — Киев, 1889.
- К истории крестьянских движений в России. Волнения помещичьих крестьян Киевской губернии в 1855 году. — Киев, 1890.
- Обзор последних изданий виленской археографической комиссии. — Киев, 1893.
- Луцкий трибунал, как высшая судебная инстанция для волынского, брацлавского и киевского воеводств. — Киев, 1899—1900.
- Главный литовский трибунал, его происхождение, организация и компетенция. Вып. 1. Происхождение главного литовского трибунала. — Киев, 1901.
- Счисление суточного времени в западной России и в Польше в XVI—XVII вв. — Киев, 1902.
- Закупы Русской Правды и памятников западно-русского права. — Киев, 1904.